# سندوال (تگزاس)
سندوال (به انگلیسی: Sandoval) یک منطقهٔ مسکونی در ایالات متحده آمریکا است که در تگزاس واقع شده‌است. سندوال ۳۲ نفر جمعیت دارد.